# Triumph 2½ HP Model
Het  Triumph 2½ HP Model was een motorfiets die het Britse merk Triumph in 1905 produceerde. Het was vrijwel gelijk aan het zwaardere Triumph 3 HP Model.

## Voorgeschiedenis
Siegfried Bettmann en Mauritz Schulte (beiden Duitse immigranten) importeerden aanvankelijk fietsen in Londen, maar in 1889 begonnen ze zelf fietsen te produceren in een fabriekje aan Much Park Street in Coventry. In 1902 begonnen ze gemotoriseerde fietsen te bouwen, aanvankelijk met inbouwmotoren van Minerva, maar in 1903 en 1904 met motoren van JAP en Fafnir. Charles Hathaway ontwikkelde een eigen 363cc-3pk-motor en daarmee werd in 1905 een nieuw model op de markt gebracht, het Triumph 3 HP Model. Dit was geen gemotoriseerde fiets meer, maar een echte motorfiets die heel eenvoudig was opgebouwd en die nauwelijks verschilde van de weinige andere Britse motorfietsen van dat moment.

## Triumph 2½ HP Model
In tegenstelling tot het 3 HP Model, dat een zijklepmotor had, had het Triumph 2½ HP Model een kop/zijklepmotor, met een gestuurde uitlaatklep en een snuffelklep voor de inlaat. De uitlaatklep zat aan de rechterkant van de motor en daar zat ook het kettinkje voor de aandrijving van de ontstekingsspoel. De boring bedroeg 70 mm, de slag 76 mm en de cilinderinhoud 292,5 cc. De Longuemare-carburateur zat aan de voorkant van de cilinder. De machine had een open brugframe met de motor als dragend deel en met twee bovenbuizen waar de flattank tussen zat. Behalve benzine zat in een apart compartiment ook 1,1 liter smeerolie voor de total loss smering, die via een handpompje naar de motor gepompt werd. Een koppeling en versnellingsbak had de machine niet. De aandrijving geschiedde met een riem rechtstreeks van de krukas naar het achterwiel. Aan de binnenkant van de wielpoelie zat een belt rim brake, het voorwiel werd beremd door een velgrem, zoals bij een fiets. Zonder koppeling rijden betekende dat de motor bij elke stop afsloeg, waarna deze weer moest worden aangefietst.
Het Triumph 2½ HP Model kostte 36 pond. Wanneer de productie eindigde is niet bekend, maar waarschijnlijk was dat uiterlijk in 1906.